# Hans-Christian Albrecht
Hans-Christian Albrecht (* 18. April 1920 in Berlin; † 21. Dezember 2007 in Hamburg) war ein deutscher Rechtsanwalt und von 1946 bis 1948 Mitglied der Hamburgischen Bürgerschaft. 

## Leben und Beruf
Vor dem Studium besuchte Albrecht das Johanneum in Hamburg. Er wurde zwar zum Wehrdienst eingezogen, nach Bekanntwerden seiner jüdischen Großmutter aber wieder entlassen. Grund waren die Nürnberger Gesetze, nach denen seine Mutter Grete Albrecht „jüdischer Mischling 1. Grades“ und der Sohn „Mischling 2. Grades“ war. Danach studierte er Rechtswissenschaften an der Universität Hamburg. Er engagierte sich nach Ende des Zweiten Weltkrieges für den schnellen Wiederaufbau der Universität und war aktiv im Zentralausschuss Hamburger Studenten (dem späteren AStA). Albrecht stellte dabei nicht nur Forderungen, sondern war z. B. aktiv am Beseitigen des Trümmerschutts beteiligt, um einen raschen Beginn des Semesterbetriebes zu erwirken. 1951 wurde er mit einer Arbeit über die Mitbestimmung im Öffentlichen Dienst zum Doktor der Rechte promoviert.

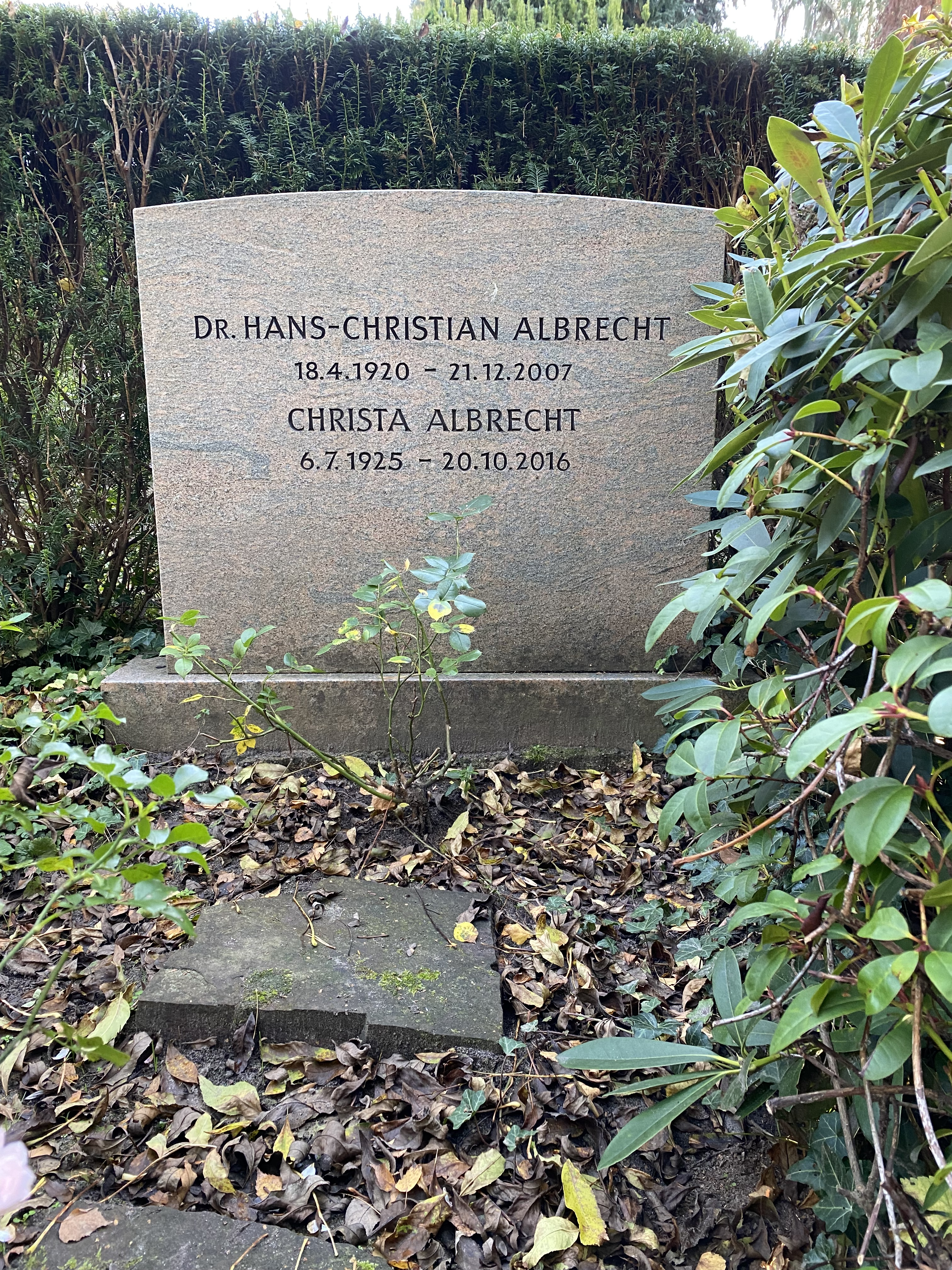
Grabstätte

Während des Studiums befreundete sich Albrecht eng mit Jürgen Ponto.
Albrecht war nach seinem 2. juristischen Staatsexamen jahrzehntelang erfolgreich als auf Seerecht spezialisierter Hamburger Anwalt und Partner der Sozietät Hasche-Albrecht-Fischer (heute CMS Hasche Sigle) tätig.
Er war Vorsitzender des Deutschen Vereins für internationales Seerecht, Vorstand des Deutschen Nautischen Vereins und Vorsitzender des Maritime Committee der Internationalen Bar Association und Mitglied zahlreicher Beiräte.
Im Jahr 2000 wurde ihm Ehrung zum 80. Geburtstag zuteil: die Universität Hamburg zeichnete ihn für seine Verdienste um den Wiederaufbau der Universität in der Nachkriegszeit mit der Universitätsmedaille aus.
Hans-Christian Albrecht war der Sohn der Neurologin, Psychotherapeutin und Ärztinnen-Funktionärin Grete Albrecht. Mit seiner Frau Christa, geb. Dubois (1925–2016) hatte er einen Sohn und drei Töchter, darunter die RAF-Terroristin Susanne Albrecht. Seine letzte Ruhestätte fand er auf dem Nienstedtener Friedhof.

## Politik
Albrecht wurde 1946 von der britischen Besatzungsmacht als einziger Student in die Ernannte Bürgerschaft berufen. Zunächst parteilos, schloss er sich im Juni 1946 mit der Gruppe um Bürgermeister Rudolf Petersen der CDU-Fraktion an. Am 13. Oktober 1946 zog er für die CDU in die erste frei gewählte Hamburgische Bürgerschaft seit 1933 ein. Am 1. September 1948 legte er sein Bürgerschaftsmandat nieder.

## Veröffentlichungen
- Das Betriebsrätewesen des öffentlichen Dienstes, insbesondere die Teilnahme der Beamten an den allgemeinen Betriebsräten und die Mitwirkung der Betriebsräte des öffentlichen Dienstes in Personalangelegenheiten der öffentlich Bediensteten. Dissertation an der Rechts- u. staatswissenschaftliche Fakultät der Universität Hamburg vom 8. Oktober 1951, Hamburg 1951
- Studieren in Trümmern – Dr. Hans-Christian Albrecht war 1945 an der Hamburger Uni Student der ersten Stunde, in: Hamburger Unizeitung, Bd. 5 (1995), Mai S. 15–16.
- 1946 – Die Mühen der Demokratie (Dokumentation), Hamburg, 1996.